# غاري مارتن (لاعب كريكت زيمبابوي)
غاري مارتن (30 مايو 1966 في زيمبابوي - ) (بالإنجليزية: Gary Martin)‏ هو لاعب كريكت زيمبابوي.

## وصلات خارجية
- غاري مارتن على موقع إي آس بي آن كريك إنفو (الإنجليزية)